# Stenosomides elongata
Stenosomides elongata là một loài bướm đêm trong họ Noctuidae.